# Lee Bo-young
Lee Bo-young (hangul: 이보영, nascida em 12 de janeiro de 1979) é uma atriz sul-coreana. Ela é mais conhecida por atuar nos dramas de televisão My Daughter Seo-young (2012), I Can Hear Your Voice (2013), Whisper (2017), Mother (2018) e When My Love Blooms (2020).

## Carreira
Lee Bo-young começou sua carreira na indústria conquistando a vaga de Daejeon para o concurso de beleza Miss Coréia em 2000.  Tendo se formado em literatura coreana na Universidade da Mulher de Seul, ela inicialmente sonhava em se tornar uma apresentadora de notícias. Foi uma das 15 finalistas na campanha anual de recrutamento da MBC em 2002, mas acabou não conseguindo o emprego.  Depois disso ela voltou para a modelagem e acabou sendo escolhida como modelo exclusiva de publicidade da Asiana Airlines, considerada uma porta de entrada para o estrelato. 
Lee fez sua estréia como atriz em 2003, e entre seus primeiros papéis esteve em People of the Water Flower Village (2004), ao lado de Song Il-gook,  e como antagonista de Save the Last Dance for Me (2004). 
Em 2005, Lee interpretou seu primeiro papel principal no drama diário a Sweetheart, My Darling, seguido pelo drama de época Ballad of Seodong com Jo Hyun-jae. Ela passou os vários anos seguintes em dramas de televisão — Mr. Goodbye com Ahn Jae-wook, Queen of the Game com Joo Jin-mo, e Becoming a Billionaire com Ji Hyun-woo —, mas nenhum gerou muita comoção o público ou crítica.

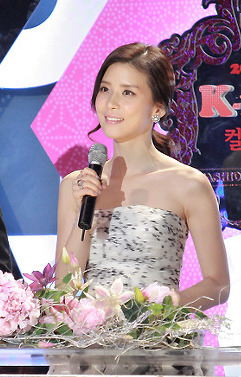
Lee Bo-Young em 2012

Depois de interpretar nos dramas românticos My Brother (2004) e A Dirty Carnival (2006),   Lee foi escalada para seu primeiro grande papel no cinema em Once Upon a Time (2008). A comédia de assalto se passa durante o domínio colonial na década de 1940, e ela e Park Yong-woo interpretam criminosas que roubam um diamante do exército japonês. 
Seus dois filmes lançados em 2009 eram ambos melodramas. Em More Than Blue, Lee interpreta a alma gêmea de um homem em estado terminal (Kwon Sang-woo), mas o amor deles termina em uma tragédia com uma poesia esparsa.   Enquanto em I Am Happy, Lee interpreta uma enfermeira que se apaixona por um paciente na ala psiquiátrica (Hyun Bin), e encontram consolo um no outro ao se verem através da realidade dura e miserável. 
Lee voltou à televisão em 2010, interpretando uma sedutora no drama Golden House, ao lado de Shin Ha-kyun .  Depois ela teve uma participação especial como filha do presidente na série de espiões Athena: Goddess of War,  seguida pela série de romance pós-divórcio Bravo, My Love! com Lee Tae-sung,  e o drama de vingança Man from the Equator (2012) com Uhm Tae-woong . 
Posteriormente ela interpretou a personagem principal em My Daughter Seo-young, uma mulher de carreira que está com raiva de seu pai (Chun Ho-jin), cujo vício em jogos levou à morte de sua mãe, e ela luta para manter a família unida e sobreviver.  Lee disse que interpretar Seo-young exigiu mais profundidade nas emoção do que qualquer um dos papéis anteriores, o que a deixou esgotada, mas também com uma sensação maior de conquista.  O drama de família foi o maior sucesso da carreira de Lee; dominou o ranking semanal por 22 semanas consecutivas e registrou uma alta de 47,6% em seu último episódio, a maior classificação de drama coreano em 2013. 
Sua série seguinte, I Can Hear Your Voice (2013) também foi popular durante sua exibição.  Nela, Lee interpretou uma defensora pública materialista que testemunhou em nome de um garoto com habilidades sobrenaturais (Lee Jong-suk) uma década atrás, depois de presenciar o pai do garoto sendo assassinado.  Os críticos disseram que, com seu caráter teimoso e argumentativo, Lee conseguiu se libertar de sua imagem anterior calma e elegante.  Ela ganhou vários prêmios por sua performance, incluindo o Daesang ("Grande Prêmio"), a maior honra do SBS Drama Awards .   Lee foi nomeada Atriz do Ano pela Gallup devido ao sucesso de seus trabalhos. 
Em 2014, Lee interpretou uma mãe que viaja no tempo duas semanas antes do sequestro e assassinato de sua filha em God's Gift - 14 Days.  
Em 2017, Lee estrelou o drama jurídico da SBS, Whisper .  Ela assumiu o papel de chefe de seção da divisão criminal que é demitida da polícia e, mais tarde, muda de identidade para trabalha disfarçada em um escritório de advocacia. 
Em 2018, Lee estrelou a adaptação coreana do drama japonês Mother, interpretando o personagem principal.   
Em 2020, Lee estrelou o melodrama The Most Beautiful Moment In Life. 

## Filmografia

### Cinema
| Ano  | Título           | Papel             |
| ---- | ---------------- | ----------------- |
| 2004 | My Brother       | Mi-ryung          |
| 2006 | A Dirty Carnival | Hyun-joo          |
| 2008 | Once Upon a Time | Haruko / Choon-ja |
| 2009 | More Than Blue   | Eun-won ("Cream") |
| 2009 | I Am Happy       | Soo-kyung         |

### Televisão
| Ano  | Título                             | Papel                                                         | Emissora |
| ---- | ---------------------------------- | ------------------------------------------------------------- | -------- |
| 2003 | Escape from Unemployment           | Cha Mi-rim                                                    | SBS      |
| 2003 | Long Live Love                     | Se-ryung                                                      | SBS      |
| 2004 | People of the Water Flower Village | Yoo Yeo-kyung                                                 | MBC      |
| 2004 | Jang Gil-san                       | Kwi-centeio                                                   | SBS      |
| 2004 | Save the Last Dance for Me         | Yoon Soo-jin                                                  | SBS      |
| 2005 | Encounter                          | Choi Eom-ji                                                   | MBC      |
| 2005 | My Sweetheart, My Darling          | Yoo jovem                                                     | KBS1     |
| 2005 | Ballad de Seodong                  | Princesa Seonhwa de Silla                                     | SBS      |
| 2006 | Mr. Goodbye                        | Choi Young-in                                                 | KBS2     |
| 2006 | Queen of the Game                  | Kang Eun-seol                                                 | SBS      |
| 2010 | Becoming a Billionaire             | Lee Shin-mi                                                   | KBS2     |
| 2010 | Golden House                       | Yoon Seo-rin                                                  | tvN      |
| 2010 | Athena: Goddess of War             | Jo Soo-young (participação especial, episódios 3-5)           | SBS      |
| 2011 | Bravo, My Love!                    | Kang Jae-mi                                                   | MBC      |
| 2012 | Man from the Equator               | Han Ji-won                                                    | KBS2     |
| 2012 | My Daughter Seo-young              | Lee Seo-young                                                 | KBS2     |
| 2013 | I Can Hear Your Voice              | Jang Hye-sung                                                 | SBS      |
| 2014 | God's Gift - 14 Days               | Kim Soo-hyun                                                  | SBS      |
| 2014 | Pinocchio                          | Navegação de carro Hye-sung (participação de voz, episódio 3) | SBS      |
| 2017 | Whisper                            | Shin Young-joo                                                | SBS      |
| 2018 | Mother                             | Su-jin                                                        | tvN      |
| 2020 | When My Love Blooms                | Yoon Ji Soo                                                   | tvN      |
| 2020 | Start-Up                           | Mulher no bar (convidada, episódio 10)                        | tvN      |
| 2021 | Mine                               | Seo Hee Soo                                                   | tvN      |
| 2023 | Agency                             | Go Ah-in                                                      | JTBC     |

## Prêmios e indicações
| Ano  | Prêmio                           | Categoria                                               | Obra indicada                                | Resultado | Ref.          |
| ---- | -------------------------------- | ------------------------------------------------------- | -------------------------------------------- | --------- | ------------- |
| 2005 | SBS Drama Awards                 | New Star Award                                          | Ballad of Seodong                            | Venceu    | [ 38 ]        |
| 2005 | SBS Drama Awards                 | Top 10 Stars                                            | Ballad of Seodong                            | Venceu    | [ 39 ]        |
| 2005 | KBS Drama Awards                 | Best New Actress                                        | My Sweetheart, My Darling                    | Venceu    | [ 40 ]        |
| 2006 | Chunsa Film Art Awards           | Best New Actress                                        | A Dirty Carnival                             | Venceu    | [ 41 ]        |
| 2006 | SBS Drama Awards                 | Top 10 Stars                                            | Queen of the Game                            | Venceu    | [ 42 ]        |
| 2006 | KBS Drama Awards                 | Excellence Award, Actress                               | Mr. Goodbye                                  | Indicado  |               |
| 2007 | Andre Kim Best Star Awards       | Female Star Award                                       | —                                            | Venceu    | [ 43 ]        |
| 2008 | Baeksang Arts Awards             | Best New Actress (Film)                                 | Once Upon a Time                             | Indicado  |               |
| 2009 | Andre Kim Best Star Awards       | Female Star Award                                       | —                                            | Venceu    | [ 44 ]        |
| 2010 | KBS Drama Awards                 | Excellence Award, Actress in a Mid-length Drama         | Becoming a Billionaire                       | Indicado  |               |
| 2011 | MBC Drama Awards                 | Excellence Award, Actress in a Miniseries               | Bravo, My Love!                              | Venceu    | [ 45 ]        |
| 2012 | KBS Drama Awards                 | Top Excellence Award, Actress                           | Man from the Equator, My Daughter Seo-young  | Indicado  |               |
| 2012 | KBS Drama Awards                 | Excellence Award, Actress in a Mid-length Drama         | Man from the Equator                         | Venceu    | [ 46 ]        |
| 2012 | KBS Drama Awards                 | Excellence Award, Actress in a Serial Drama             | My Daughter Seo-young                        | Indicado  |               |
| 2012 | KBS Drama Awards                 | Best Couple Award with Lee Sang-yoon                    | My Daughter Seo-young                        | Venceu    |               |
| 2013 | Baeksang Arts Awards             | Best Actress (TV)                                       | My Daughter Seo-young                        | Indicado  |               |
| 2013 | Korea Drama Awards               | Grand Prize (Daesang)                                   | I Can Hear Your Voice, My Daughter Seo-young | Venceu    | [ 47 ] [ 48 ] |
| 2013 | Korea Drama Awards               | Best Couple Award with Lee Jong-suk                     | I Can Hear Your Voice                        | Venceu    | [ 47 ] [ 48 ] |
| 2013 | APAN Star Awards                 | Top Excellence Award, Actress                           | I Can Hear Your Voice, My Daughter Seo-young | Venceu    | [ 49 ]        |
| 2013 | APAN Star Awards                 | Best Couple Award with Lee Jong-suk                     | I Can Hear Your Voice                        | Venceu    | [ 49 ]        |
| 2013 | Grimae Awards                    | Best Actress                                            | I Can Hear Your Voice                        | Venceu    | [ 50 ]        |
| 2013 | SBS Drama Awards                 | Grand Prize (Daesang)                                   | I Can Hear Your Voice                        | Venceu    | [ 27 ]        |
| 2013 | SBS Drama Awards                 | Top Excellence Award, Actress in a Miniseries           | I Can Hear Your Voice                        | Indicado  | [ 27 ]        |
| 2013 | SBS Drama Awards                 | Producer's Award                                        | I Can Hear Your Voice                        | Venceu    | [ 27 ]        |
| 2013 | SBS Drama Awards                 | Top 10 Stars                                            | I Can Hear Your Voice                        | Venceu    | [ 27 ]        |
| 2014 | Baeksang Arts Awards             | Best Actress (TV)                                       | I Can Hear Your Voice                        | Venceu    | [ 51 ]        |
| 2014 | SBS Drama Awards                 | Top Excellence Award, Actress in a Miniseries           | God's Gift - 14 Days                         | Indicado  |               |
| 2017 | The Seoul Awards                 | Best Actress (Drama)                                    | Whisper                                      | Indicado  | [ 52 ]        |
| 2017 | SBS Drama Awards                 | Top Excellence Award, Actress in a Monday-Tuesday Drama | Whisper                                      | Venceu    | [ 53 ]        |
| 2018 | Baeksang Arts Awards             | Best Actress (TV)                                       | Mother                                       | Indicado  | [ 54 ]        |
| 2018 | Seoul International Drama Awards | Best Actress                                            | Mother                                       | Venceu    | [ 55 ]        |
| 2018 | APAN Star Awards                 | Top Excellence Award, Actress in a Miniseries           | Mother                                       | Indicado  | [ 56 ]        |